# Schwandorf
Schwandorf – miasto powiatowe w Niemczech, w kraju związkowym Bawaria, w rejencji Górny Palatynat, w regionie Oberpfalz-Nord, siedziba powiatu Schwandorf. Leży nad rzeką Naab, przy autostradzie A93, drodze B15, B85 i linii kolejowej Pasawa, Monachium - Drezno.
Najbliżej położone duże miasta: Norymberga około 80 km na północny zachód, Monachium - ok. 135 km na południowy zachód i Praga - ok. 210 km na północny wschód. 
Nie zostało zburzone podczas II wojny światowej.
W mieście znajduje się stacja kolejowa Schwandorf.

## Współpraca
Miejscowości partnerskie:
- Libourne, Francja
- Sokolov, Czechy